# Björn Holmsten
Björn Arne Holmsten, född 29 april 1942 i Stockholm, är en svensk jazzmusiker (klarinettist och saxofonist). 

## Bakgrund
Holmsten är son till skådespelaren Karl-Arne Holmsten och vissångerskan Saga Sjöberg. Han började spela klarinett vid 11 års ålder då han fick en av sin far. Åren 1960–1962 spelade Holmsten i Staffan Ehrlings kvintett. Han spelade därefter i olika små band samtidigt som han genomförde militärtjänst, samt gick ingenjörsutbildning på Stockholms tekniska institut (STI). År 1969 lärde Holmsten känna Ted Ström och de började spela tillsammans på en klubb på Norrlandsgatan. Där föddes så småningom bandet Contact. Bandet spelade aktivt fram till 1972 och fick 1971 en Grammis 1971 för musikalbumet Hon kom över mon.